# Matthias Rioux
Pour les articles homonymes, voir Rioux.
Matthias Rioux, né le 29 mars 1934 à Rivière-à-Claude, est un homme politique, un enseignant, journaliste et un animateur de radio québécois.

## Biographie

### Études et carrière en enseignement
Rioux obtient son baccalauréat ès arts et sa licence en administration de l'éducation à l'Université de Montréal. Il obtient une maitrise en science politique à l'Université du Québec à Montréal en 1975. Il obtient également une maîtrise en développement régional à l'Université du Québec en Outaouais en 2010. Puis en 2018, à 84 ans, il obtient un doctorat en sociologie politique et développement régional à l'Université Laval.
Après avoir enseigné à la commission des écoles catholiques de Montréal (CECM) pendant six ans, il devient vice-président de la Centrale de l'enseignement du Québec (CEQ) de 1967 à 1970. Il est également président de l'Alliance des professeurs du Québec de 1967 à 1971.

### Animateur et journaliste
Rioux est un animateur et un journaliste de 1965 à 1994. Il a été coanimateur avec Jean Cournoyer à la station CKVL. De 1985 à 1987, il est vice-président aux relations publiques et directeur général de CKLM-radio. De 1987 à 1994, il a été éditeur du magazine Avenir et propriétaire-éditeur du magazine MéMo. Il a cofondé le Mouvement Québec français. Il a également été le secrétaire-général de l'Union des artistes.

### Député
Après son élection en tant que député péquiste de Matane en 1994, il est nommé au ministère du travail et au ministère des aînés par Lucien Bouchard. Ayant été réélu en 1998, il préside ensuite la commission de la culture et la commission de l'économie. Il démissionne en 2003.

### Vie après la politique
Il a été membre de la Commission municipale du Québec du 7 mars 2003 à 2008. Il a également été coordonnateur du Comité de vigie sur la référence de main-d'œuvre dans l'industrie de la construction de février 2013 à l'automne 2014.

## Distinctions et prix
Matthias Rioux est décoré du grade de Commandeur de l'Ordre de la pléiade en 2007.